# Antenna a F invertita

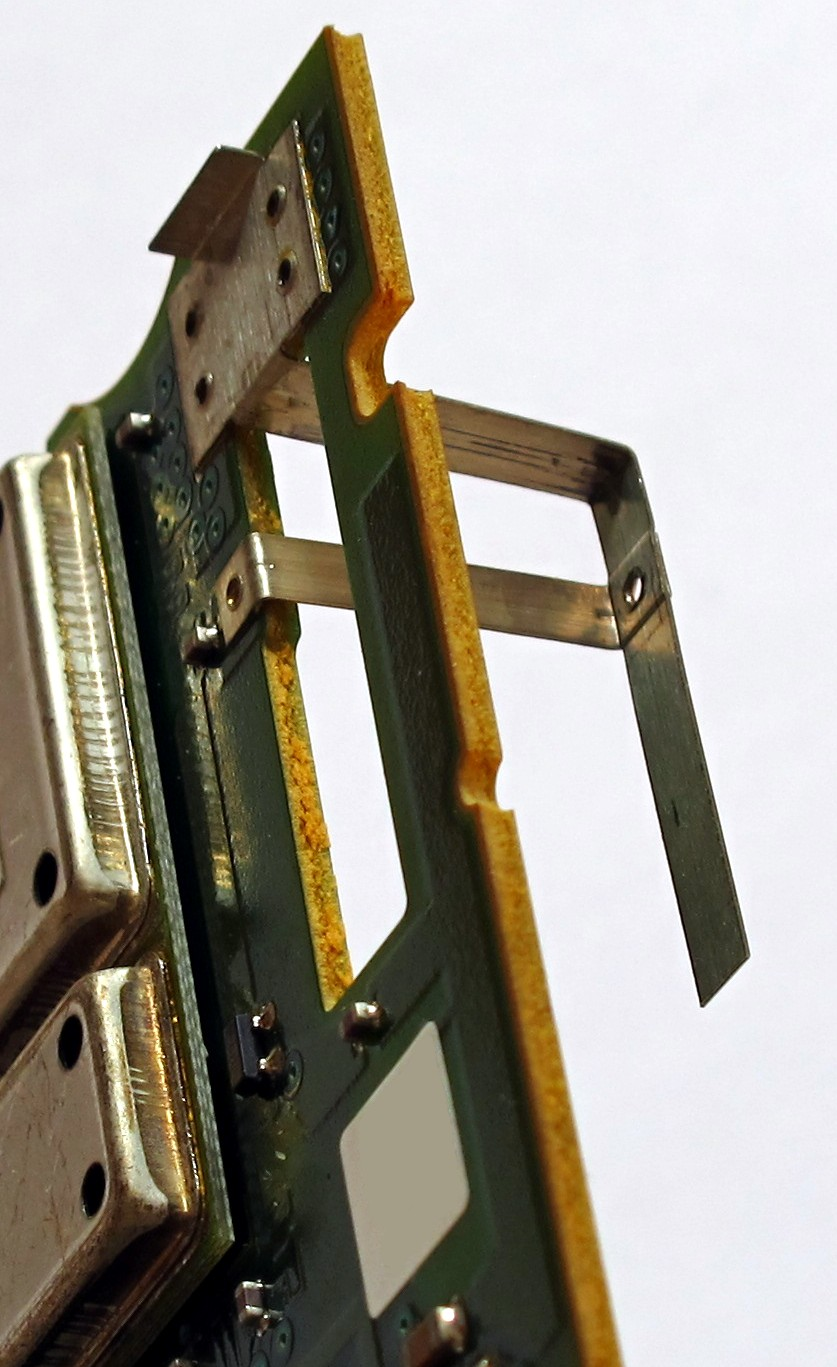
Un'antenna a F invertita in una stazione base DECT (una tecnologia usata per telefoni cordless e dispositivi analoghi)

Un'antenna a F invertita è un tipo di antenna usata nelle comunicazioni wireless. È costituita da un'antenna a monopolo che corre parallela a un piano di massa ed è connessa a massa ad un'estremità.  L'antenna è alimentata in un punto intermedio distante dall'estremità connessa a massa. Questa progettazione ha due vantaggi rispetto ad una semplice antenna a monopolo: l'antenna è più corta e più compatta e l'adattamento di impedenza può essere controllato dal progettista senza la necessità di componenti esterni per l'adattamento.
L'antenna a F invertita è stata concepita per la prima volta negli anni '50 come antenna a filo piegato. Tuttavia, il suo utilizzo più diffuso è come antenna a F invertita planare, spesso indicata come PIFA, dall'inglese planar inverted-F antenna, nei dispositivi mobili wireless per le sue proprietà di compattezza. Le PIFA possono essere stampate usando il formato a microstriscia, una tecnologia ampiamente utilizzata che permette ai componenti RF stampati di essere fabbricati come parte dello stesso circuito stampato utilizzato per montare altri componenti.
Le PIFA sono una variante dell'antenna patch. Esistono molte varianti di questa e altre forme di antenna a F invertita che implementano antenne a banda larga o multibanda. Le tecniche includono risonatori accoppiati e l'aggiunta di slot.

## Evoluzione e storia

A: monopolo a un quarto d'onda, B: monopolo a un quarto d'onda con alimentazione intermedia, C: antenna a L invertita, D: antenna a F invertita

L'antenna a F invertita è un'evoluzione della semplice antenna a monopolo a un quarto d'onda. L'antenna a filo di tipo F è stata inventata negli anni '40. In quest'antenna l'alimentazione è connessa ad un punto intermedio lungo la lunghezza dell'antenna invece che alla base. La base è connessa a massa. Il vantaggio di far ciò è che l'impedenza di ingresso dell'antenna dipende dalla distanza del punto di alimentazione dall'estremità connessa a massa. La porzione dell'antenna tra il punto di alimentazione e il piano di massa si comporta essenzialmente come uno stub di cortocircuito. Dunque, il progettista può adattare l'antenna all'impedenza del sistema regolando la posizione del punto di alimentazione (tipicamente, i sistemi RF hanno un'impedenza di sistema di 50 Ω mentre un monopolo λ/4 ha un'impedenza di 36.5 Ω).
L'antenna a L invertita è un'antenna a monopolo piegata in avanti per correre parallelamente al piano di massa. Presenta il vantaggio della compattezza e di una lunghezza minore rispetto al monopolo λ/4, ma lo svantaggio di un'impedenza molto bassa, tipicamente appena pochi ohm. L'antenna a F invertita combina i vantaggi di entrambe queste antenne: ha la compattezza dell'antenna a L invertita e la capacità di adattamento di impedenza dell'antenna a filo di tipo F.
L'antenna a F invertita fu proposta per la prima volta nel 1958 dal gruppo presso l'Università di Harvard guidato da Ronold W. P. King. L'antenna di King's era in forma filare ed era destinata all'uso nei missili per telemetria.

## Implementazione planare
|  | Supporto senza piano di massa         |  | Supporto con piano di massa    |
|  | Piedino di alimentazione dell'antenna |  | Piedino di connessione a massa |

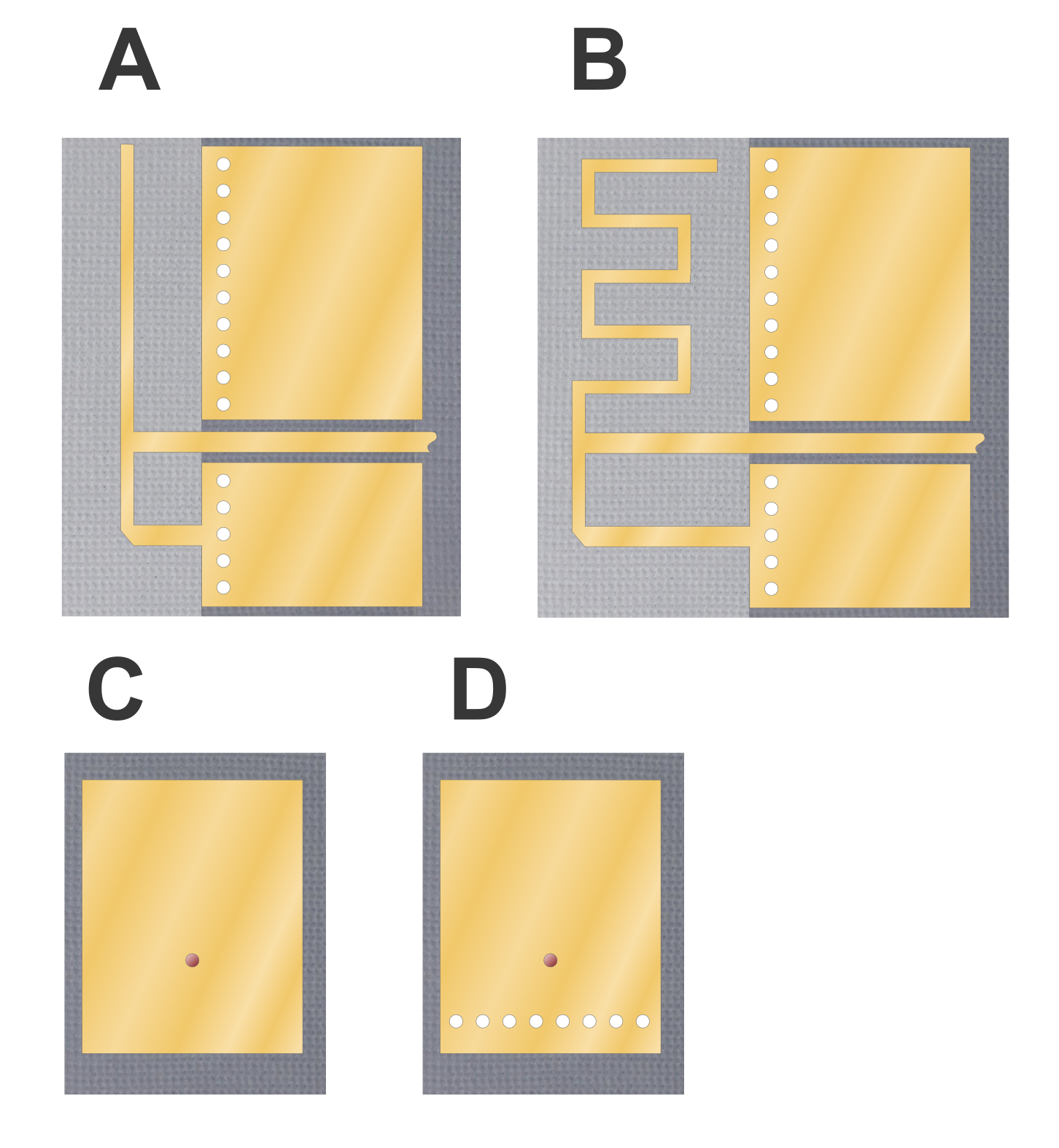
A: antenna a F invertita stampata, B: antenna a F invertita stampata a serpente, C: antenna patch, D: antenna a F invertita planare (PIFA) in forma di antenna patch

Un'antenna a F invertita planare (PIFA) è usata per la circuiteria wireless implementata in microstriscia. Il formato a miscrostriscia è il formato di prima scelta per l'elettronica RF dei modern. Può essere usta per implementare la richiesta di componenti RF a elementi distribuiti come filtri,mentre allo stesso tempo è economica perché vengono utilizzati gli stessi metodi di produzione di massa validi per i circuiti stampati.
Un'antenna a F invertita stampata può essere implementata nella forma a F invertita classica, solitamente su un lato del circuito dove il piano di massa è stato rimosso da sotto l'antenna. Tuttavia, un altro approccio è rappresentato dall'antenna patch modificata, l'antenna patch cortocircuitata. In questo approccio, un'estremità del patch, o qualche punto intermedio, è connessa a massa con i piedini o le vie di massa fino al piano di massa. Quest'antenna funziona con lo stesso principio di quella a F invertita; vista lateralmente si può notare la forma F, poiché l'elemento antenna è molto ampio nel piano orizzontale. L'antenna patch cortocircuitata ha una maggiore larghezza di banda rispetto al tipo a linea sottile a causa della maggiore area di radiazione. Come il tipo a linea sottile, l'antenna patch cortocircuitata può essere stampata sullo stesso circuito stampato relativo al resto della circuiteria. Tuttavia, tipicamente queste antenne sono stampate sul proprio supporto, o su un dielettrico fissato al supporto principale. Ciò viene realizzato facendo in modo che l'antenna, che può essere sospesa ed essere effettivamente in aria che funge da dielettrico, sia a una distanza dal piano di massa maggiore di quanto sarebbe altrimenti, o che il dielettrico utilizzato sia un materiale più adatto per le prestazioni in RF.
Il termine PIFA da molti autori (per esempio Sánchez-Hernández) è riservato all'antenna patch cortocircuitata dove l'elemento dell'antenna 
è largo quanto il piano di massa sottostante. Il tipo di antenne a F invertita a linea sottile con il piano di massa su un lato, come A e B nel diagramma, è semplicemente chiamato IFA anche se è in formato planare. Qualche autore può anche indicare un IFA di questo tipo come un'antenna F invertita stampata ma riservare comunque il termine PIFA per il tipo corrispondente all'antenna patch cortocircuitata (per esempio Hall and Wang).
Una configurazione comune per un'antenna patch cortocircuitata consiste nel posizionare il piedino di cortocircuito il più vicino possibile a un angolo con il piedino di alimentazione relativamente vicino al piedino di cortocircuito.  In questa configurazione, la frequenza di risonanza è data approssimativamente da,
{\displaystyle f_{0}={\frac {c}{4(w+b){\sqrt {\varepsilon }}_{\mathrm {r} }}}}
dove
f0 è la frequenza di risonanza
w, b sono la larghezza e la lunghezza del patch
c è la velocità della luce
εr è la costante dielettrica del substrato.
Questa formula è valida solo se l'antenna non è influenzata dai dielettrici vicini, come l'involucro del dispositivo.
Un'altra variante che si può incontrare è l'antenna a F invertita a serpente, spesso indicata come MIFA, dall'inglese meandered inverted-F antenna. Quando lo spazio sul supporto è insufficiente per estendere un'antenna per tutta la lunghezza richiesta, l'antenna può essere disposta a serpente per ridurne l'altezza pur mantenendo la sua lunghezza elettrica progettata. Questo può essere paragonato alla spirale di un'antenna come si trova nella rubber ducky antenna.
Le antenne a F invertita hanno larghezze di banda piccole. Una larghezza di banda maggiore può essere ottenuta allungando l'antenna, il che aumenta la loro resistenza di radiazione. Un'altra soluzione consiste nel posizionare due antenne nelle vicinanze. Ciò funziona perché dei risonatori accoppiati presentano una maggiore larghezza di banda rispetto alla larghezza di banda propria di ciascuno di entrambi i risonatori.
La maggior parte delle tecniche per produrre antenne multi-banda sono efficaci anche per aumentare la larghezza di banda.

## Antenne multibanda

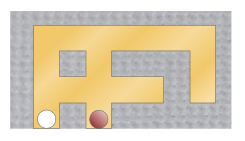
Un'antenna a F invertita stampata dual-band da un'applicazione PC Card che fornisce una scheda di rete nelle bande di 2,4 GHz e 5,2 GHz

La necessità di antenne multibanda nasce con i dispositivi mobili che devono spostarsi tra paesi e reti in cui le bande di frequenza utilizzate possono spesso essere diverse. Forse la progettazione più semplice concettualmente, segnalata per la prima volta nel 1997, consiste nell'annidare due antenne patch PIFA una dentro l'altra.  Un'altra tecnica consiste nell'inserire una o più spurline nel patch, il che ha l'effetto di risonatori accoppiati che allargano la banda. Altre tecniche si basano sulla generazione di più modi di propagazione, il che rende la progettazione più compatta. Esempi di ciò sono la configurazione con forma a C (C-slot pattern), che è una configurazione simile al filtro interdigitale, e la configurazione a serpente stretto (tightly meandered pattern) come mostrato, rispettivamente, nel diagramma dalle figure C e D.

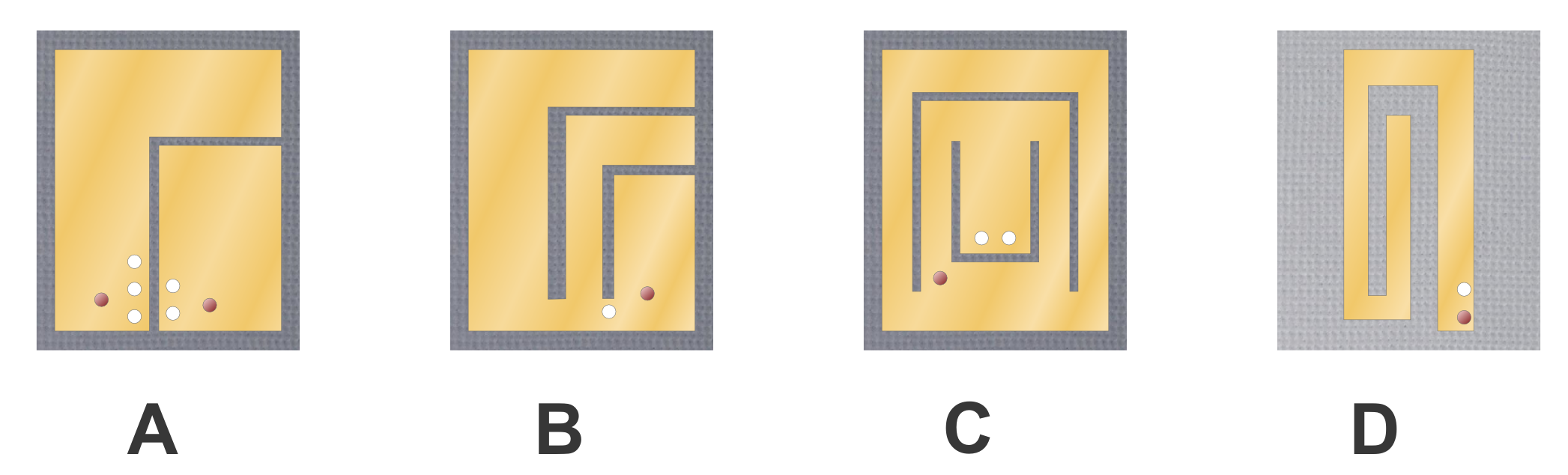
Progettazioni di PIFA multibanda, A: antenne patch PIFA nidificate, B: antenna patch PIFA con due spurline in modo da produrre un'antenna tribanda, C: un'antenna tribanda simile con configurazione con forme a C, D: antenna a F invertita con configurazione a serpente stretto

## Applicazioni
Le antenne a F invertita sono largamente impiegate nei dispositivi wireless portatili compatti dove lo spazio è prezioso. Ciò include telefoni cellulari e tablet che utilizzano trasmissioni wireless quali GSM, Bluetooth e Wi-Fi. L'antenna a F invertita planare è l'antenna interna utilizzata più frequentemente nelle progettazioni di telefoni cellulari.
Queste antenne sono utili anche per la telematica dei veicoli. I produttori di veicoli amano utilizzare antenne che seguono i contorni del veicolo per motivi di stile e aerodinamica. Le PIFA multibanda possono essere usate per combinare le alimentazioni di antenne per telefoni cellulari, navigazione satellitare e autoradio.
Queste antenne sono state usate anche in applicazioni di telemetria, in campi di prova militari, compresi quelli che supportano gli standard Inter-Range Instrumentation Group.
Una PIFA dual-band a forma di R è stata prevista per l'utilizzo sui veicoli militari. Le bande da coprire sono quelle dei 225 MHz e dei 450 MHz. Queste frequenze sono in relazione tra loro secondo lo stesso rapporto 1:2 delle bande per i telefoni cellulari GSM dei 900 MHz e 1,8 GHz per cui la progettazione potrebbe essere utilizzata anche per questa applicazione a patto di adattarne le dimensioni in scala.